# Александрівка (Єйський район)
Александрівка — село в Єйському районі Краснодарського краю. Центр Александрівського сільського поселення.
Александрівка розташована на березі Єйського лиману Азовського моря. Залізнична платформа Александрівський на залізниці Старомінська — Єйськ (11 км). У Александрівці розташована телерадіотранслююча станція.
До складу поселення входить хутір Зелена Роща.

## Історія
Естонська колонія Александрівська була засновано у 1860 році переселенцями з колонії Гохштет Таврійської губернії.
Село Александрівське (Александрівська колонія) до 1920 року входило у Єйський відділ Кубанської області.

## Люди
- Кіріченко Володимир Іванович (1946, Олександрівка) — український звязківець.